# فرش العرائس
فرش العرائس (الاسم العلمي: Ammothamnus)، جنس نباتات مُزهرة من فصيلة البقولية. يُضم في بعض الأحيان في جنس الصفيراء.

## الأنواع
يضم جنس فرش العرائس الأنواع التالية
- Ammothamnus gibbosus (DC.) Boiss.
- Ammothamnus lehmannii ألكسندر بونغه
- Ammothamnus songoricus (Schrenk) Lipsky ex Pavlov